# Final del Grand Prix de patinaje artístico sobre hielo 2017-2018
La Final del Grand Prix de patinaje artístico sobre hielo de 2017 fue una competición internacional de la temporada 2017/2018 de patinaje artístico sobre hielo. Se realizó junto a la Final del Grand Prix Júnior. La competición se celebró entre el 7 y el 10 de diciembre de 2017 en Nagoya. Se otorgaron medallas en las disciplinas de patinaje individual masculino, femenino, en parejas y danza sobre hielo, en las categorías Sénior y Júnior. 
El equipo alemán de patinaje en pareja formado por Aliona Savchenko y Bruno Massot y la pereja francesa de danza sobre hielo Gabriella Papadakis y Guillaume Cizeron establecieron récords de puntuación en sus disciplinas respectivas.

## Resultados en la categoría Sénior

### Patinaje individual masculino
| Clasificación | Nombre          | País           | Total  | Programa corto | Programa corto | Programa libre | Programa libre |
| ------------- | --------------- | -------------- | ------ | -------------- | -------------- | -------------- | -------------- |
| 1             | Nathan Chen     | Estados Unidos | 286,51 | 1              | 103,32         | 2              | 183,19         |
| 2             | Shōma Uno       | Japón          | 286,01 | 2              | 101,51         | 1              | 184,50         |
| 3             | Mijaíl Koliada  | Rusia          | 282,00 | 3              | 99,22          | 3              | 182,78         |
| 4             | Serguéi Voronov | Rusia          | 266,59 | 5              | 87,77          | 4              | 178,82         |
| 5             | Adam Rippon     | Estados Unidos | 254,33 | 6              | 86,19          | 5              | 168,14         |
| 6             | Jason Brown     | Estados Unidos | 253,81 | 4              | 89,02          | 6              | 164,79         |

### Patinaje individual femenino
| Clasificación | Nombre           | País   | Total  | Programa corto | Programa corto | Programa libre | Programa libre |
| ------------- | ---------------- | ------ | ------ | -------------- | -------------- | -------------- | -------------- |
| 1             | Alina Zaguítova  | Rusia  | 223,30 | 2              | 76,27          | 1              | 147,03         |
| 2             | Mariya Sótskova  | Rusia  | 216,28 | 4              | 74,00          | 2              | 142,28         |
| 3             | Kaetlyn Osmond   | Canadá | 215,16 | 1              | 77,04          | 5              | 138,12         |
| 4             | Carolina Kostner | Italia | 214,65 | 6              | 72,82          | 3              | 141,83         |
| 5             | Satoko Miyahara  | Japón  | 213,49 | 3              | 74,61          | 4              | 138,88         |
| 6             | Wakaba Higuchi   | Japón  | 202,11 | 5              | 73,26          | 6              | 128,85         |

### Patinaje en parejas
| Clasificación | Nombre                                 | País     | Total  | Programa corto | Programa corto | Programa libre | Programa libre |
| ------------- | -------------------------------------- | -------- | ------ | -------------- | -------------- | -------------- | -------------- |
| 1             | Aliona Savchenko / Bruno Massot        | Alemania | 236,68 | 1              | 79,43          | 1              | 157,25         |
| 2             | Sui Wenjing / Han Cong                 | China    | 230,89 | 3              | 75,82          | 2              | 155,07         |
| 3             | Meagan Duhamel / Eric Radford          | Canadá   | 210,83 | 5              | 72,18          | 3              | 138,65         |
| 4             | Ksenia Stolbova / Fiódor Klimov        | Rusia    | 209,26 | 4              | 73,15          | 5              | 136,11         |
| 5             | Yevguéniya Tarásova / Vladimir Morózov | Rusia    | 208,73 | 2              | 78,83          | 6              | 129,90         |
| 6             | Yu Xiaoyu / Zhang Hao                  | China    | 207,14 | 6              | 70,15          | 4              | 136,99         |

### Danza sobre hielo
| Clasificación | Nombre                                  | País           | Total  | Danza corta | Danza corta | Danza libre | Danza libre |
| ------------- | --------------------------------------- | -------------- | ------ | ----------- | ----------- | ----------- | ----------- |
| 1             | Gabriella Papadakis / Guillaume Cizeron | Francia        | 202,16 | 1           | 82,07       | 1           | 120,09      |
| 2             | Tessa Virtue / Scott Moir               | Canadá         | 199,86 | 2           | 81,53       | 2           | 118,33      |
| 3             | Maia Shibutani / Alex Shibutani         | Estados Unidos | 188,00 | 3           | 78,09       | 6           | 109,91      |
| 4             | Madison Hubbell / Zachary Donohue       | Estados Unidos | 187,40 | 4           | 74,81       | 4           | 112,59      |
| 5             | Madison Chock / Evan Bates              | Estados Unidos | 187,15 | 5           | 74,36       | 3           | 112,79      |
| 6             | Anna Cappellini / Luca Lanotte          | Italia         | 185,23 | 6           | 74,24       | 5           | 110,99      |

## Resultados en categoría Júnior

### Patinaje individual masculino
| Clasificación | Nombre            | País           | Total  | Programa corto | Programa corto | Programa libre | Programa libre |
| ------------- | ----------------- | -------------- | ------ | -------------- | -------------- | -------------- | -------------- |
| 1             | Alexei Krasnozhon | Estados Unidos | 236,35 | 1              | 81,33          | 1              | 155,02         |
| 2             | Camden Pulkinen   | Estados Unidos | 217,10 | 5              | 70,90          | 2              | 146,20         |
| 3             | Mitsuki Sumoto    | Japón          | 214,45 | 3              | 77,10          | 3              | 137,35         |
| 4             | Makar Ignatov     | Rusia          | 211,99 | 4              | 75,78          | 4              | 136,21         |
| 5             | Alekséi Erojov    | Rusia          | 207,04 | 2              | 78,39          | 5              | 128,65         |
| 6             | Andrew Torgashev  | Estados Unidos | 160,49 | 6              | 64,73          | 6              | 95,76          |

### Patinaje individual femenino
| Clasificación | Nombre               | País  | Total  | Programa corto | Programa corto | Programa libre | Programa libre |
| ------------- | -------------------- | ----- | ------ | -------------- | -------------- | -------------- | -------------- |
| 1             | Aleksandra Trúsova   | Rusia | 205,61 | 1              | 73,25          | 2              | 132,36         |
| 2             | Aliona Kostornaya    | Rusia | 204,58 | 2              | 71,65          | 1              | 132,93         |
| 3             | Anastasia Tarakanova | Rusia | 199,64 | 3              | 67,90          | 3              | 131,74         |
| 4             | Rika Kihira          | Japón | 192,45 | 4              | 66,82          | 4              | 125,63         |
| 5             | Daria Panenkova      | Rusia | 191,16 | 5              | 65,65          | 5              | 125,51         |
| 6             | Sofia Samodurova     | Rusia | 187,74 | 6              | 65,01          | 6              | 122,73         |

### Patinaje en pareja
| Clasificación | Nombre                                     | País      | Total  | Programa corto | Programa corto | Programa libre | Programa libre |
| ------------- | ------------------------------------------ | --------- | ------ | -------------- | -------------- | -------------- | -------------- |
| 1             | Ekaterina Alexandrovskaya / Harley Windsor | Australia | 173,85 | 2              | 60,26          | 1              | 113,59         |
| 2             | Apollinariya Panfilova / Dmitri Rylov      | Rusia     | 173,01 | 1              | 60,81          | 3              | 112,20         |
| 3             | Daria Pavliuchenko / Denis Jodykin         | Rusia     | 172,94 | 3              | 59,51          | 2              | 113,43         |
| 4             | Gao Yumeng / Xie Zhong                     | China     | 165,03 | 4              | 59,47          | 4              | 105,56         |
| 5             | Aleksandra Boikova / Dmitri Kozlovski      | Rusia     | 160,80 | 6              | 55,92          | 5              | 104,88         |
| 6             | Anastasia Poluyanova / Dmitri Sopot        | Rusia     | 160,47 | 5              | 57,28          | 6              | 103,19         |

### Danza sobre hielo
| Clasificación | Nombre                                   | País           | Total  | Danza corta | Danza corta | Danza libre | Danza libre |
| ------------- | ---------------------------------------- | -------------- | ------ | ----------- | ----------- | ----------- | ----------- |
| 1             | Anastasia Skoptsova / Kirill Aleshin     | Rusia          | 153,61 | 1           | 65,87       | 1           | 87,74       |
| 2             | Christina Carreira / Anthony Ponomarenko | Estados Unidos | 151,76 | 2           | 64,10       | 2           | 87,66       |
| 3             | Sofia Polishchuk / Aleksandr Vajnov      | Rusia          | 149,04 | 3           | 63,17       | 3           | 85,87       |
| 4             | Sofia Shevchenko / Igor Eremenko         | Rusia          | 144,38 | 5           | 60,10       | 4           | 84,28       |
| 5             | Arina Ushakova / Maksim Nekrasov         | Rusia          | 141,88 | 6           | 58,53       | 5           | 83,35       |
| 6             | Marjorie Lajoie / Zachary Lagha          | Canadá         | 141,28 | 4           | 60,52       | 6           | 80,76       |

## Medallero

### General
| Núm.  | País           | Oro | Plata | Bronce | Total |
| ----- | -------------- | --- | ----- | ------ | ----- |
| 1     | Rusia          | 3   | 3     | 4      | 10    |
| 2     | Estados Unidos | 2   | 2     | 1      | 5     |
| 3     | Australia      | 1   | 0     | 0      | 1     |
| 3     | Francia        | 1   | 0     | 0      | 1     |
| 3     | Alemania       | 1   | 0     | 0      | 1     |
| 6     | Canadá         | 0   | 1     | 2      | 3     |
| 7     | Japón          | 0   | 1     | 1      | 2     |
|       | China          | 0   | 1     | 0      | 1     |
| Total | Total          | 8   | 8     | 8      | 24    |

### Sénior
| Núm.  | País           | Oro | Plata | Bronce | Total |
| ----- | -------------- | --- | ----- | ------ | ----- |
| 1     | Rusia          | 1   | 1     | 1      | 3     |
| 2     | Estados Unidos | 1   | 0     | 1      | 2     |
| 3     | Francia        | 1   | 0     | 0      | 1     |
| 3     | Alemania       | 1   | 0     | 0      | 1     |
| 4     | Canadá         | 0   | 1     | 2      | 3     |
| 5     | China          | 0   | 1     | 0      | 1     |
| 5     | Japón          | 0   | 1     | 0      | 1     |
| Total | Total          | 4   | 4     | 4      | 12    |

### Júnior
| Núm.  | País           | Oro | Plata | Bronce | Total |
| ----- | -------------- | --- | ----- | ------ | ----- |
| 1     | Rusia          | 2   | 2     | 3      | 7     |
| 2     | Estados Unidos | 1   | 2     | 0      | 3     |
| 3     | Australia      | 1   | 0     | 0      | 1     |
| 4     | Japón          | 0   | 0     | 1      | 1     |
| Total | Total          | 4   | 4     | 4      | 12    |